# Agomadaranus sarawakensis
Agomadaranus sarawakensis es una especie de coleóptero de la familia Attelabidae.

## Distribución geográfica
Habita en Malasia.